# Architecture normande de Sicile

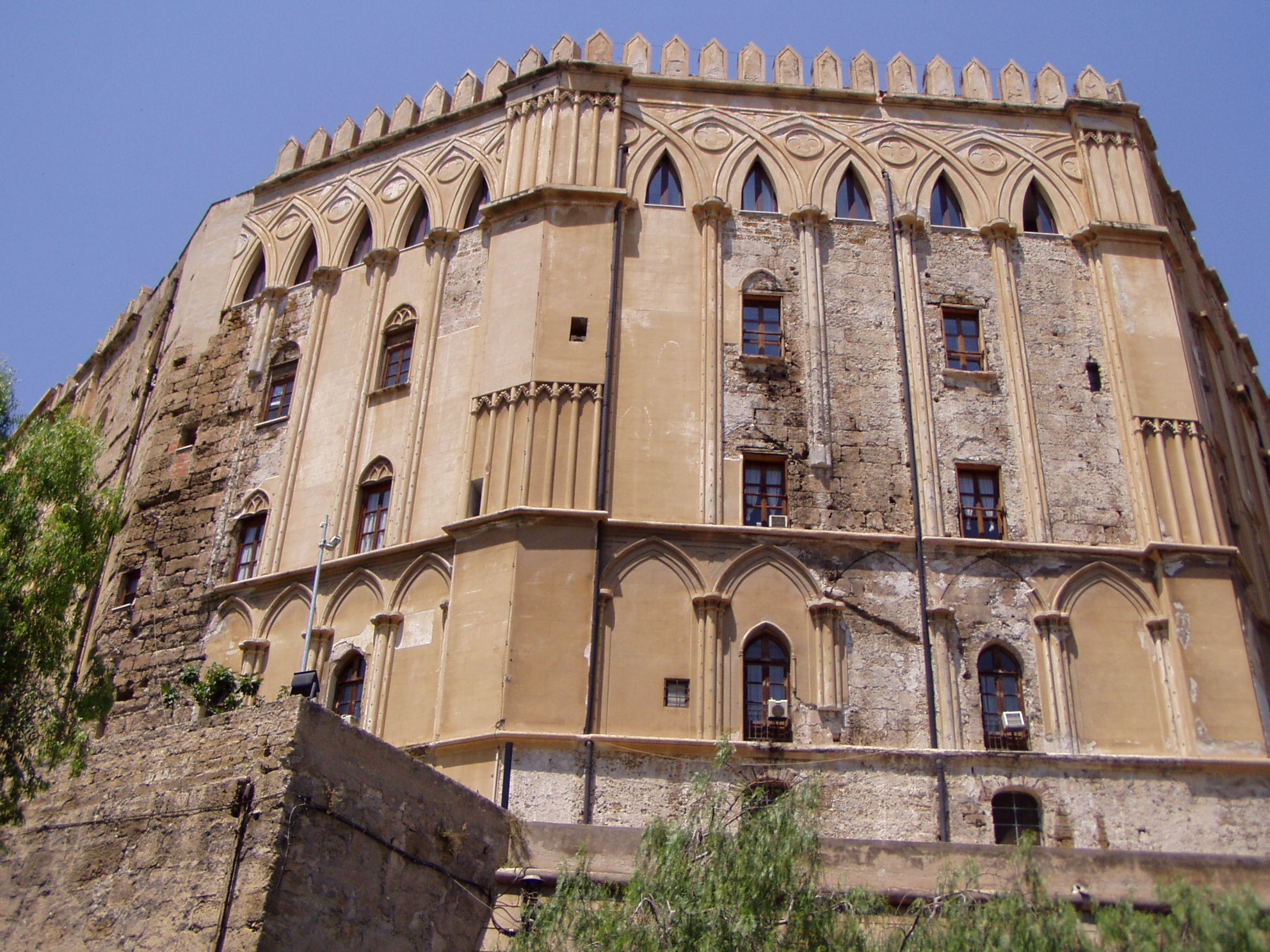
Facade du Palais des Normands à Palerme.

L’architecture normande de Sicile, ou architecture arabo-normande de Sicile, ou architecture normanno-arabo-byzantine désigne le roman sicilien, c'est-à-dire l'ensemble des édifices et décors architecturaux marqués par l’interaction conjointe des cultures normande, arabe et byzantine après la conquête par les Normands de la Sicile, dès 1061, jusqu’aux environs de 1250. Cette architecture se caractérise par des apports à la fois ornementaux mais aussi structurels dans la conception des bâtiments religieux, publics, ou palatiaux.

## Contexte historique

### La fin de la domination musulmane
L’émirat de Sicile, inclus dans la province islamique d'Ifriqiya, fondé par les Aghlabides puis dirigé par la dynastie émirale des Kalbides, est instauré progressivement au cours de la conquête islamique de cette île entre 831 et 965, date marquant la prise du dernier avant-poste byzantin de l'île. À partir du milieu du Xe siècle, la région est fortement déstabilisée par les velléités d'indépendance et les querelles dynastiques, marquant une période de sécession appelée « époque des Taïfas ». Les Kalbides cèdent petit à petit du terrain dès 1044, quand l'île est divisée en quatre qadits. À partir de 1060-1061, la Sicile connaît la forte poussée des Normands, déjà maîtres de la Calabre et des Pouilles sur la péninsule italienne. Robert Guiscard franchit alors le détroit de Messine et prend tour à tour villes et forteresses, écrasant avec un corps expéditionnaire réduit, comprenant un millier de chevaliers particulièrement entraînés, les armées Zirides venues à la hâte d'Ifriqiya. Les derniers bastions musulmans sont conquis en 1091 et l’importante population chrétienne de l’île, majoritaire, principalement de culture hellénophone byzantine, passe alors sous domination normande.

### Un royaume multiculturel et tolérant
Malgré une conquête militaire rapide, le royaume normand de Sicile sous Roger II de Sicile n'est pas le théâtre d'une purge du peuplement ou d'une ségrégation religieuse, et se donne à voir comme un état multiethnique et tolérant, au regard des standards de l'époque, qui voit notamment le débuts des croisades. Les Normands, les Juifs, les Arabes musulmans, les Grecs byzantins, les Lombards et les Siciliens indigènes descendants des populations grecques et romaines de l'Antiquité vivent en relative harmonie,, malgré plusieurs épisodes de tensions fortes entre Lombards et Musulmans et une politique volontariste de « relatinisation » et de christianisation de l'île,,, passant notamment par le déplacement de populations chrétiennes depuis la péninsule vers la Sicile. L'arabe reste une langue de gouvernement et d'administration pendant au moins un siècle sous la domination normande et des traces d'arabe subsistent encore aujourd'hui dans la langue sicilienne ainsi qu'en maltais. Les musulmans maintiennent également - au départ du moins - leur domination dans l'industrie, de la vente au détail et de la production, tandis que les artisans musulmans et les connaissances spécialisées du gouvernement et de l'administration sont très recherchés par les nouveaux souverains de l'île, qui mettent à contribution leurs savoirs spécialisés pour construire un état solide, offrant aux artistes et aux scientifiques venus du monde entier un terrain de pratique et un cadre de discussion stimulant, fondé sur la rencontre de traditions diverses. C'est dans ce contexte de mélange et d'interactions que voit le jour une architecture originale, mêlant à la fois les apports de l'architecture féodale normande, de l'architecture byzantine, et de l'architecture arabo-musulmane, au sein d'édifices de prestige, principalement religieux et palatiaux.

### Une production architecturale durable
Les musulmans siciliens, une population tolérée mais juridiquement soumise, dépendent malgré tout de la merci de leurs maîtres chrétiens et, finalement, de la protection royale. Lorsque le roi Guillaume le Bon meurt en 1189, cette protection royale est levée et la porte est ouverte pour des attaques généralisées contre les musulmans de l'île, mettant un terme à cette coexistence. Si officiellement, avec la fin du règne de Constance de Hauteville, en 1198, la domination normande a été remplacée par celle de la maison de Hohenstaufen, originaires de Souabe, de sorte que cette date de 1198 a pu être considérée comme un terminus ad quem pour l'architecture normande de Sicile, dans les faits, l'influence arabo-normande s'est perpétuée au-delà de cette date. Frédéric de Hohenstaufen, appelé aussi Frédéric II, empereur romain germanique et roi de Sicile au XIIIe siècle, était souabe par son père, l’empereur Henri VI, mais normand par sa mère, Constance ; par ailleurs, il parlait l’arabe et avait plusieurs ministres musulmans ; il a régné de 1220 à 1250.

## Importance patrimoniale
De nombreux édifices architecturaux arabo-normands ont été inscrits par l'UNESCO sur la liste du patrimoine mondial. "La Palerme arabo-normande (deux palais, trois églises, une cathédrale et un pont) et les cathédrales de Cefalú et Monreale, sur la côte nord de la Sicile, constituent une série de neuf structures civiles et religieuses datant de l'époque du royaume normand de Sicile (1130-1194). Ensemble, ils illustrent un syncrétisme socio-culturel entre les cultures occidentales, islamique et byzantine de l'île qui fut à l'origine de nouveaux concepts d'espace, de construction et de décoration. Ils témoignent également de la coexistence fructueuse de peuples d'origines et de religions diverses (musulmanes, byzantines, latines, juives, lombardes et françaises)".

## Traits stylistiques
L'architecture arabo-normande mêle plusieurs contributions. D'une part, les formes de l'architecture romane normande provenant de la Normandie et de Grande-Bretagne, qui relèvent de l'architecture romane puis du gothique primitif : l’architecture romane s’est développée à partir du Xe siècle dans les territoires d’origine des conquérants, et caractérise l’apparence générale des églises et des monastères nouvellement fondés. D'autre part, des éléments d’architecture mauresque dans les constructions de la précédente domination, souvent transformée par les Normands, mais aussi de l’influence de l’Égypte fatimide, asiatique et de l’Afrique du Nord, directement ou à travers le monde byzantin, pour les éléments décoratifs et les palais royaux : « Le génie architectural des Normands a su s’adapter aux lieux en prenant ce qu’il y a de meilleur dans le savoir-faire des bâtisseurs arabes et byzantins ». Ainsi perdurent les palais adoptent un plan rectangulaire avec quatre chambres symétriquement disposées de part et d'autre de la zone de réception, des grandes arcatures aveugles sur les hautes façades de pierre, des muquarnas. Enfin, l’architecture byzantine, que l'occupation musulmane avait fait disparaître en Sicile, s'exprime en particulier pour les décorations en mosaïques et les bâtiments avec un plan central.
Ces diverses influences ont fusionné au sein d’un nouveau code pour créer un style reconnaissable, qui s’est maintenu au cours de la période souabe suivante.

## Édifices privilégiés du style arabo-normand

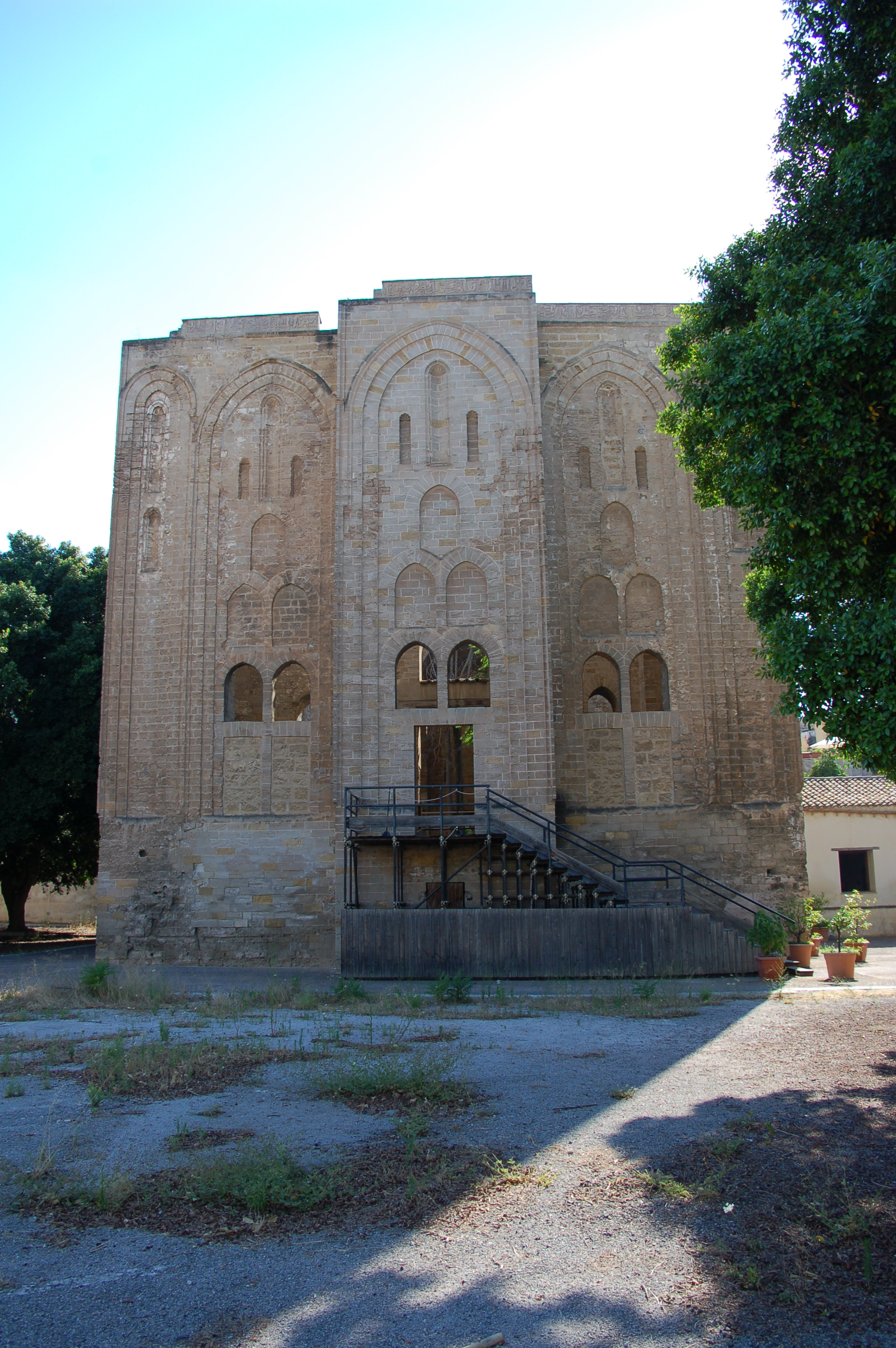
Palais de la Cuba.

### Architecture religieuse: filiation croisée entre archétype clunisien et modèles byzantins
Les églises, principalement dérivées du prototype de l’abbaye de Cluny, suivaient un plan basilical, en croix latine, à trois nefs avec absides, et une façade flanquée de tours puissantes. Les premiers exemples, mal conservés, sont représentés par la première phase de la cathédrale de Mazara del Vallo (1086-1093), de la cathédrale Sant'Agata de Catane (1086-1090) détruite par un séisme en 1169, et celle de la cathédrale de Messine, reconstruite et consacrée en 1197, tandis que les caractéristiques les plus reconnaissables sont celles de la cathédrale de Cefalù (construite entre 1131 et 1267) et de la cathédrale de Monreale (commencée en 1174).
De l'architecture arabe, les Normands adoptent l’arc outrepassé, généralisé dans les édifices siciliens du XIIe siècle, la coupole dit « en bonnet d’eunuque », les plafonds à muqarnas en bois, les stucs, mais aussi les ornements architecturaux comme les arcs trilobés, polylobés ou entrelacés, les niches et les baies, des motifs végétaux et géométriques, des arabesques et calligraphies coufiques. La relation avec les précédents arabes est plus évidente pour les édifices religieux suivants : à Palerme, les églises Saint-Jean des Lépreux (1072), Saint-Jean des Ermites (1142-1148) et San Cataldo (1154), la chapelle Palatine du Palais des Normands (1130-1140).
Les architectes grecs élèvent des églises à plan centré avec coupole (la Martorana), ou introduisent des éléments byzantins aux constructions romanes : coupole au-dessus du chœur (Chapelle palatine) ou par trois coiffant la nef (San Cataldo, Saint-Jean-des-Lépreux). Surtout, ils déploient des mosaïques dorées sur les coupoles et les murs, illustrant les scènes des livres saints, ou présentant le Christ pantocrator. Ainsi, l’Église de la Martorana (1143, Palerme) reprend les modèles byzantins, en particulier pour la riche décoration en mosaïques sur fond d’or des intérieurs, que l'on retrouve aussi dans la chapelle Palatine.
Les églises normandes de Sicile, majoritairement implantées sur les côtes, combinent les cultures européennes, orientales et musulmanes sans canon imposé, formant un ensemble à la fois homogène et varié

### Édifices palatiaux et héritages arabes
Les édifices civils, beaucoup plus marqués par l'héritage arabe, sont plus rares à avoir résisté au temps.
Les résidences royales ont repris les modèles carolingien de Palais d'Aix-la-Chapelle et arabes auxquels elles ont adjoint d’autres styles (des châteaux normands et des palais impériaux byzantins). Le palais des Normands de Palerme, qui était le centre du pouvoir et de l’administration, combine les fonctions de représentation et de défense, comme le château fort normand sur lequel il a été construit et qui a pu être la résidence des émirs. La haute salle centrale de la « Tour pisane », aux arcatures aveugles, rappelle soit les salles des manoirs traditionnels normands (donjons) soit la disposition des maisons arabes comme le Qasr Al Manar (résidence des Zirides du XIe siècle). La Chapelle palatine et les appartements royaux sont ornés de riches mosaïques arabisantes. Le château de Maredolce (it), dû au roi Roger II, avec des pièces couvertes à fois ouvertes sur les trois côtés d’une cour, a été construite sur une résidence de l’émir (Qasr Ja’far) datant d’environ l’an 1000, avec une disposition que les Arabes avaient empruntée aux villas à péristyle romaines.
Comme les princes arabes, les rois de Sicile créent au sud de Palerme un vaste parc (qui survit à travers le parc de la Favara) aux essences rares agrémenté de fontaines, lacs artificiels, pavillons et kiosques. Le palais de la Zisa dont la construction, commencée sous Guillaume Ier de Sicile, s'est poursuivie sous le règne de Guillaume II, présente un nouveau mélange d’éléments arabes et normands : les milieux des trois étages s'articulent autour de la plus haute station, comme dans les résidences normandes, et le canal, comme dans les jardins arabes, recueille les eaux de la fontaine de la partie postérieure de la salle centrale vers la vasque du jardin, avec pavillon central, souligne le rapport avec l'extérieur.
Le pavillon de chasse du palais de la Cuba présente des caractéristiques similaires dans la série des sollatia, lieux de détente, construites en 1180 par le roi Guillaume le Bon, un pavillon situé dans un parc qui possédait également d’autres salles plus petites (Cubula et Cuba Soprana à l’intérieur de la Villa Napoli). La structure géométrique de l’ensemble, de forme cubique massive, avec son décor en fine mosaïque et en arabesques de style byzantin, est l’une des meilleures représentations de la fusion des différentes contributions en un nouveau style.

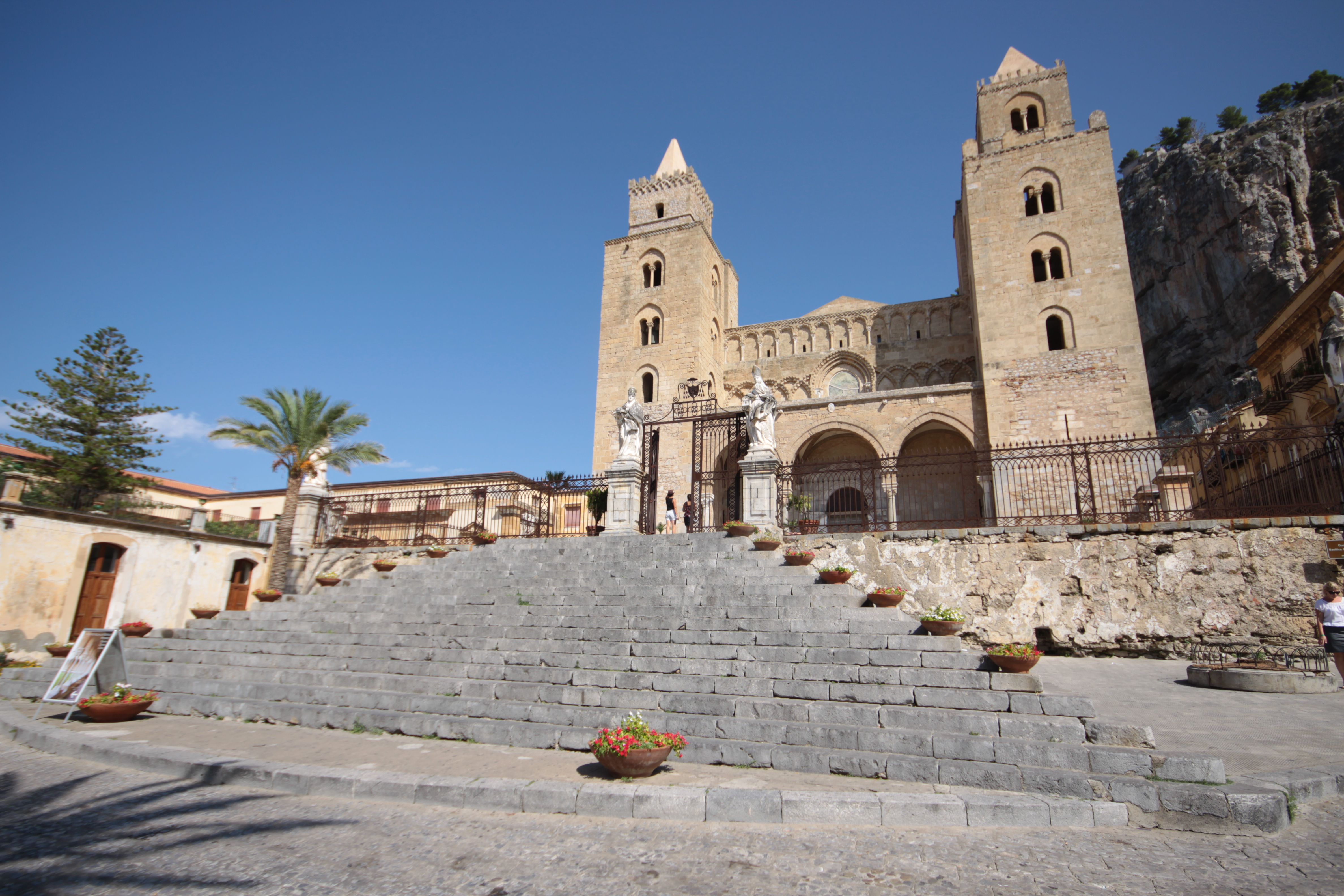
Cathédrale de Cefalù
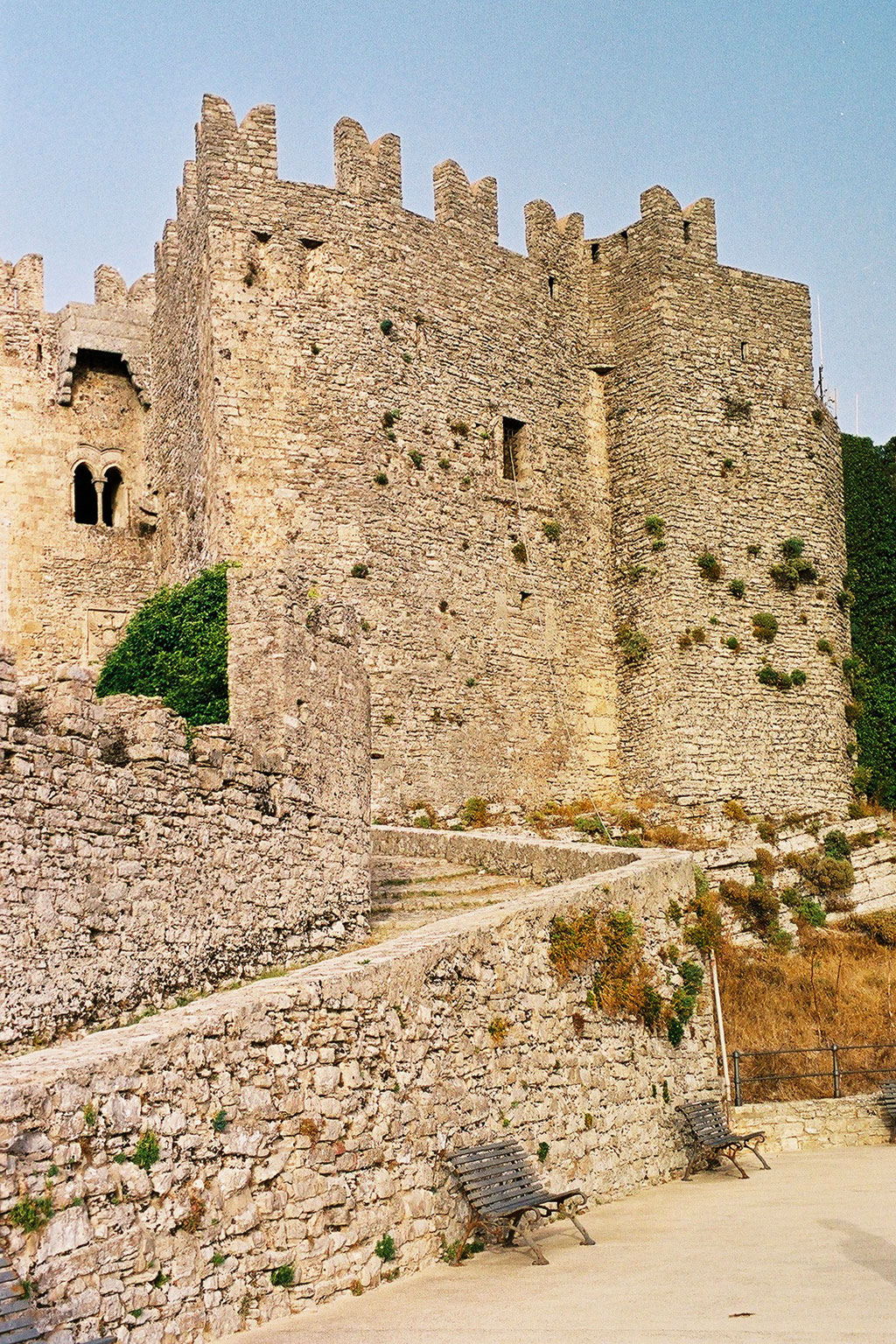
Château d'Erice
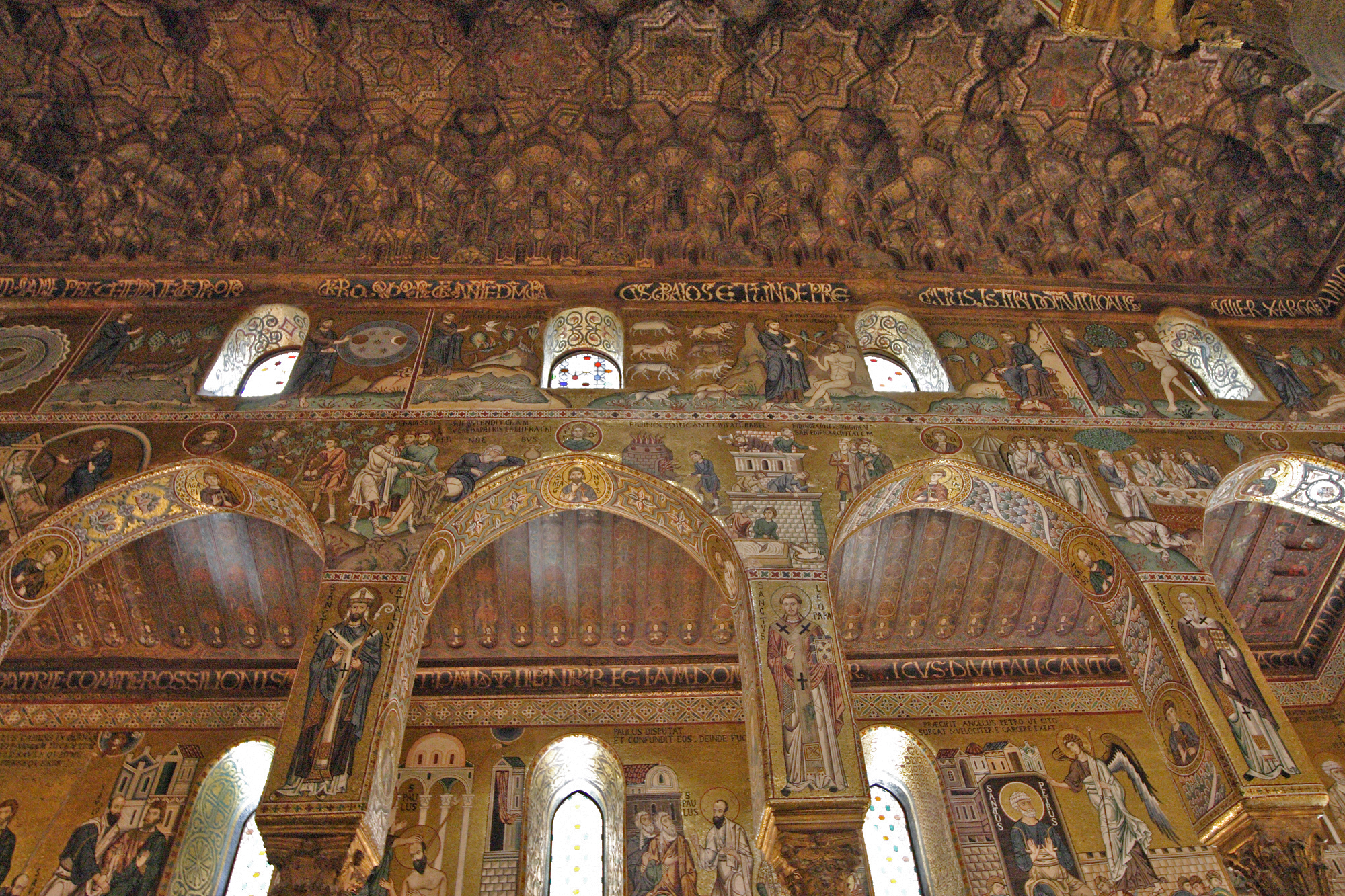
Chapelle Palatine de Palerme
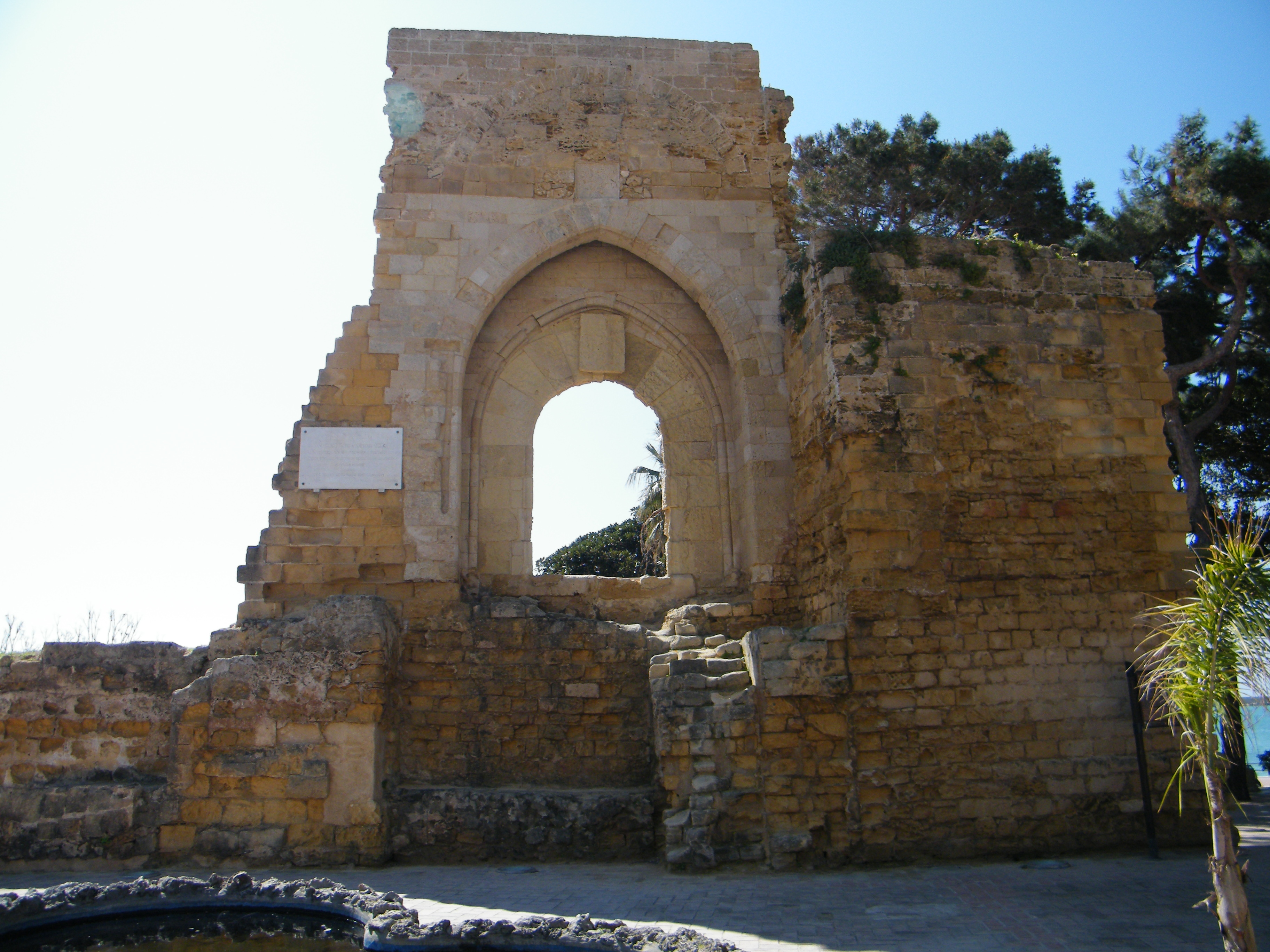
Arc Normand de Mazara del Vallo
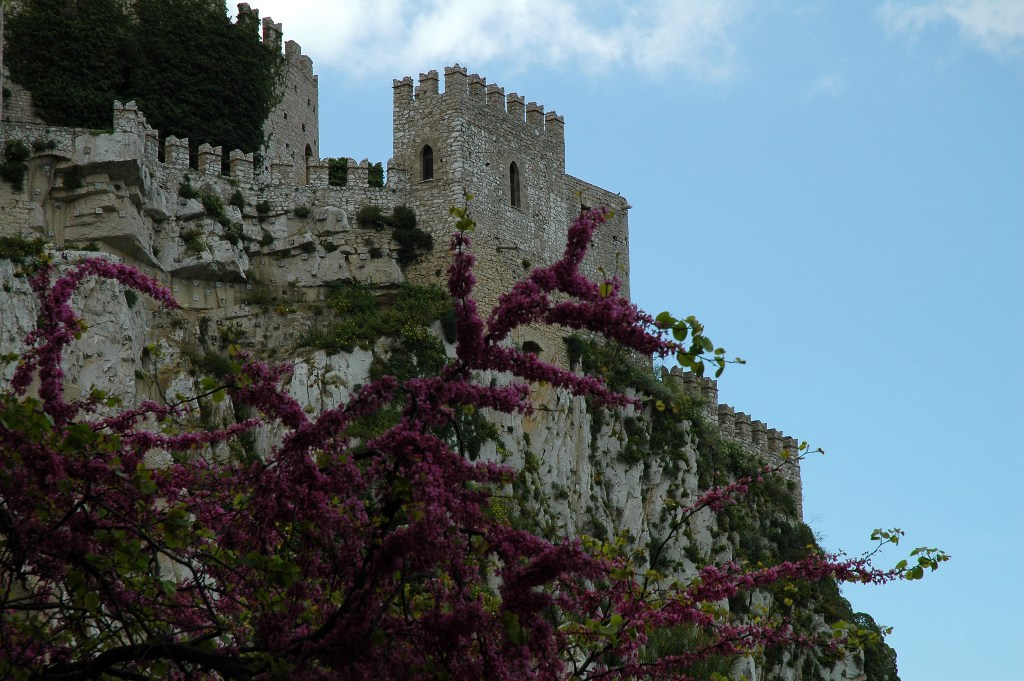
Château de Caccamo
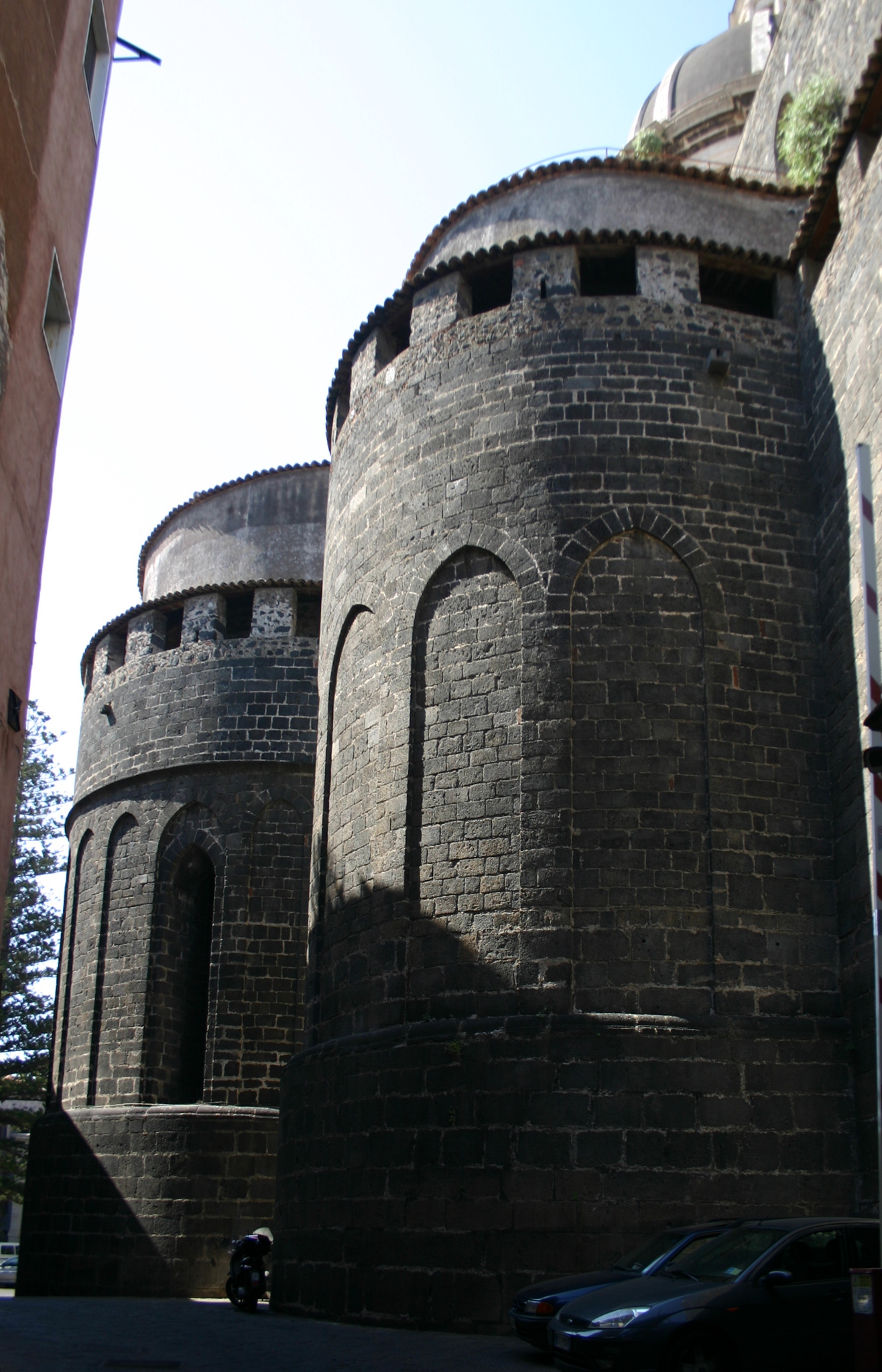
Abside de la cathédrale de Catane

## Exemples subsistants

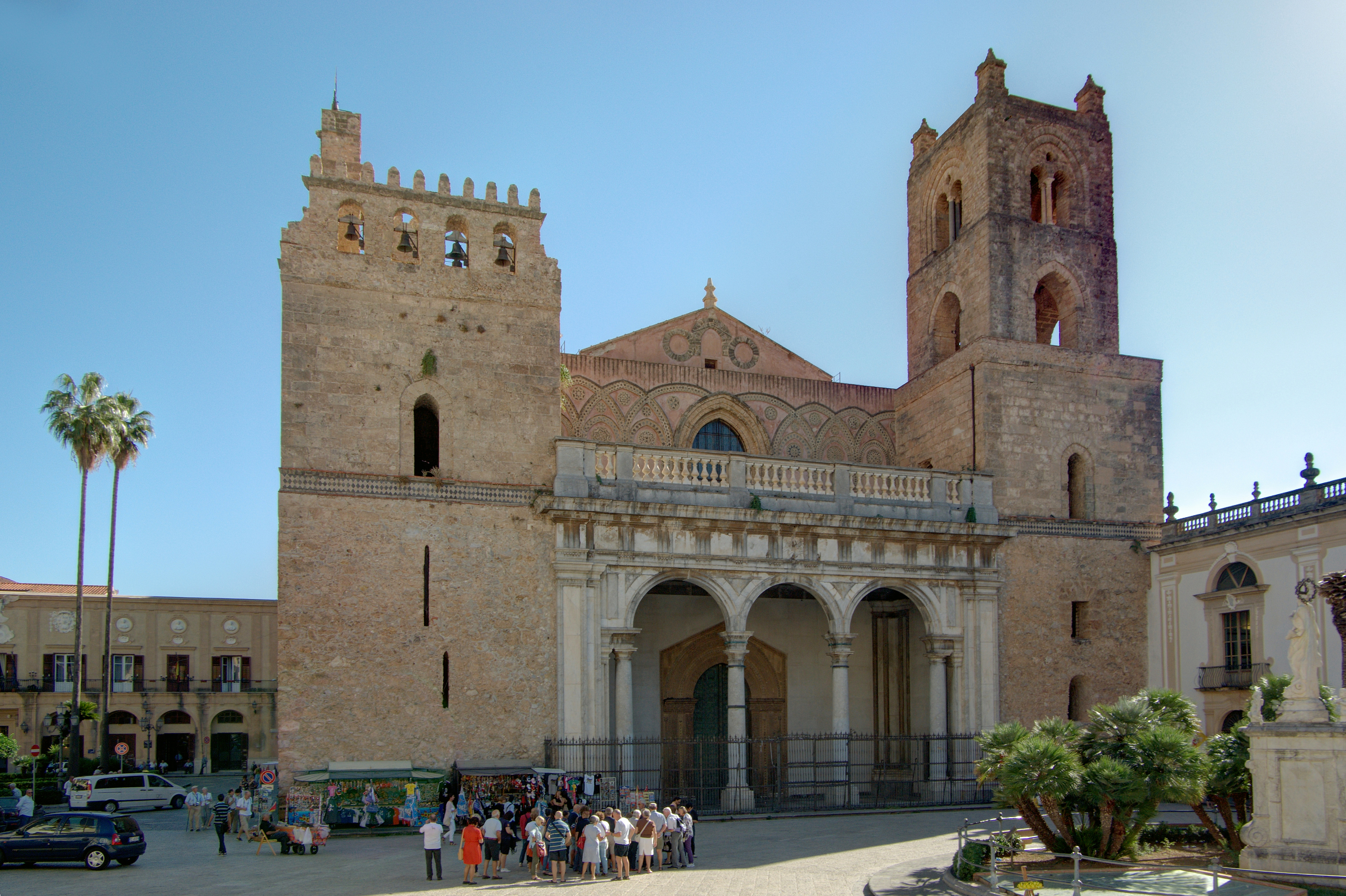
Cathédrale Santa Maria Nuova de Monreale, mélange de style normand et byzantin.

Parmi les principaux édifices de Sicile à n’avoir pas subi de changements à une date ultérieure, on relève :
À Palerme :
- Église Saint-Jean-des-Ermites de Palerme (1142-1148)
- Église Saint-Catalde de Palerme (1154-1160)
- Église de la Martorana (1143-1149, Palerme)
- Chapelle Palatine du Palais des Normands (1130-1140)
- Église Sainte-Marie-Madeleine de Palerme (après 1187)
- Parc de Maredolce / Parc de Favara (avant 1153)
- Palais de la Zisa (1165)
- Palais de la Cuba (1180)
- Palais du Scibene

À Cefalù :
- Cathédrale de Cefalù (1131-1267)

À Monreale :
- Cathédrale de Monreale (1172-1176)[16]

À Mazara del Vallo :
- L’Église San Nicolò Regale (1124)
- Église Notre-Dame-de-Giummare de Mazara del Vallo (1100-1103)
- L’arche normande de Mazara del Vallo (1072)

À Castelvetrano :
- La Santissima Trinità di Delia (1re moitié du XIIe siècle)

À Caltanissetta :
- L'Abbaye du Saint-Esprit de Caltanissetta (fin du XIe siècle)

À Messine :
- Église Annunziata dei Catalani
- Église Santa Maria di Mili

À Itala :
- Église Santi Pietro e Paolo (fin du XIe siècle)

À Frazzanò :
- Église San Filippo di Fragalà

À Casalvecchio Siculo :
- Église Saints-Pierre-et-Paul d'Agrò (début du XIIe siècle)

À Piazza Armerina :
- Église Sant'Andrea (fin du XIe ou début du  XIIe siècle)